# Història del còmic a Espanya
La història del còmic a Espanya es pot remuntar molt enrere en el temps, depenent del que s'entengui per còmic. Per això, i igual que succeeix en altres països europeus, hi ha una forta controvèrsia sobre quin va ser el primer còmic autòcton, arribant-se a citar les Cantigas de Santa María, realitzades probablement entre 1260 i 1270 pel taller d'Alfons X el Savi com a tals. En qualsevol cas, i en forma d'una tradició ininterrompuda que arriba fins als nostres dies, el còmic espanyol té el seu inici a finals del Segle XIX i va gaudir la seva època daurada entre la dècada de 1940 i la dècada de 1950, a més d'un boom entre finals de la dècada de 1970 i mitjans la dècada de 1980.

## Les auques (seglesxviiiixix)

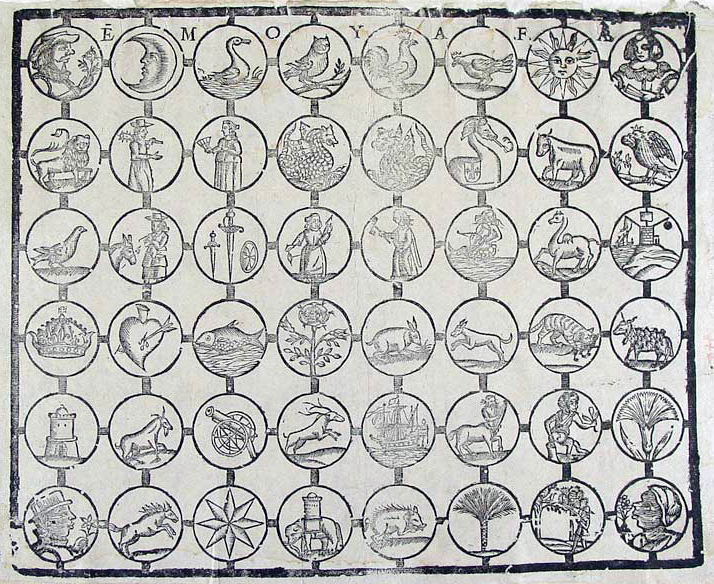
Auca del Sol i de la Lluna de Pere Abadal, any 1676 (cal observar que aquest exemple és mut i enumeratiu, característiques comunes en les primeres auques, fins que en arribar el, comença a predominar la forma actual.

Caldrà esperar fins al segle xviii perquè es produeixin a Espanya, les primeres auques i estampes amb una estructura de vinyeta, que alguns teòrics com José María Parramón Vilasaló consideren l'origen del còmic a Espanya, encara que la majoria consideren el còmic com un producte cultural de la modernitat industrial i la política occidental que va sorgir en paral·lel a l'evolució de la premsa escrita com a primer mitjà de comunicació de masses, de manera que busquen la primera historieta il·lustrada espanyola entre les reproduïdes en ella.

## Primeres historietes il·lustrades a la premsa (1857-1909)

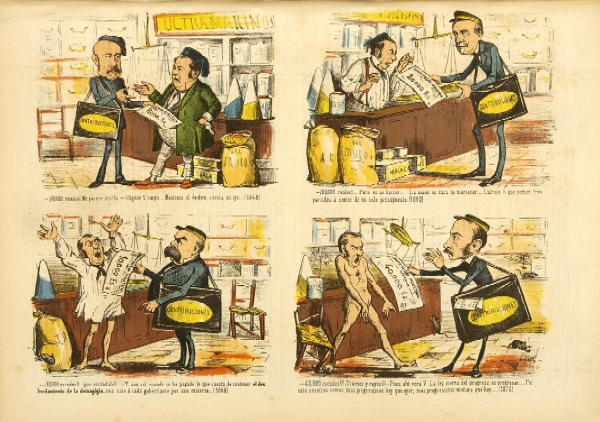
Historieta còmica de Tomàs Padró, publicada a La Flaca, el 8 de maig de 1870.

S'identifica a "Historia de las desgracias de un hombre afortunado" (1857) de Víctor Patricio de Landaluze, publicada al nº 6 (20-IX-1857) de La Charanga, una revista cubana, que llavors era territori espanyol, com la primera historieta il·lustrada del país. A l'Espanya peninsular, els primers exemples trobats no són anteriors a 1864, citant a autors com Salustiano Asenjo o Luis Mariani. I ja a la dècada de 1870, a Francisco Cubas, Tomàs Padró (Barcelona, 1840-1877) i Josep Lluís Pellicer, que publicaven a revistes satíriques com La Flaca (1869 - 1876) i sobretot a El Mundo Cómico (1872).
Aviat hi va haver recopilacions en àlbums com els de Francisco Ortego, Apel·les Mestres (Granizada, 1880 i Cuentos vivos, 1882), J. Passos, Ramón Escaler, Ángel Pons, Xaudaró o Navarrete, destacant també altres autors com Joan Llopart, Mecáchis, José Pando o Antoni Utrillo.
A principis del segle xx, amb un increment de la premsa infantil, sorgeixen revistes infantils com Monos i suplements com Gente Menuda (1906) del diari ABC, també cal destacar la presència de l'argentina Caras y Caretas amb abundant col·laboració espanyola.
A Catalunya s'edita En Patufet, publicada a Barcelona entre el 1904 i 1938. I posteriorment, entre 1968 i 1973, on destaquen autors com Junceda, Lola Anglada o Ricard Opisso i Sala, entre d'altres.
En l'àmbit de les publicacions satíriques, dirigides a un públic adult, cal destacar, L'Esquella de la Torratxa, ¡Cu-Cut! o El Be Negre. Aquestes publicacions, criticaven l'actualitat política combinant l'humor gràfic amb pàgines de text. Alguns dels autors més destacats d'aquestes publicacions foren Pere Calders, Joan Oliver (Pere IV) i Avel·lí Artís-Gener (Tísner).

## Un nou llenguatge (1910-37)

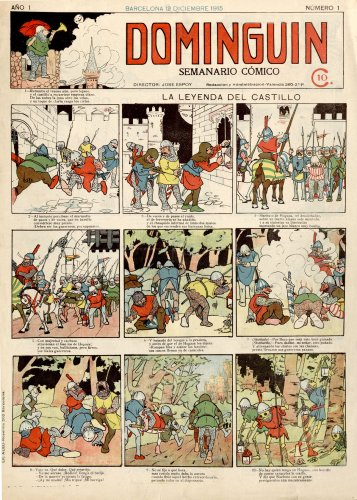
Primer exemplar de Dominguín (1915)

L'investigador Antonio Martín Martínez, la tasca del qual és fonamental per conèixer aquest període, considera la sèrie, El sèrum meravellós de José Robledano publicada el 1910, a la revista per a nens "Infància", com la primera historieta espanyola amb globus de diàleg. Estaven sorgint llavors multitud de revistes infantils com Dominguín (1915), Charlot (1916) i sobretot TBO (1917), la primera que va gaudir de gran difusió (220.000 exemplars el 1935) i que, fet i fet, va generar el nom amb què s'ha conegut el mitjà a Espanya. Entre els seus autors, destaquen Ricard Opisso i Manuel Urda Marín. Altres còmics importants són els també barcelonins BB (1920), el primer dedicat a noies (Còmic femení) Pulgarcito (1921) de l'editorial El Gato Negro i "Virolet" (1922), en llengua catalana, els madrilenys "Chiquilín (1924) i Pinocho (1925) i el valencià Los Chicos, en què va destacar Juan Pérez del Muro.
K-Fita i Miguel Mihura van desenvolupar historietes amb un nou humor, més absurd i modern, en revistes per a adults com Gutiérrez (1927) i infantils com Macaco (1928) i Macaquete (1930).
És en la dècada de 1930 quan el còmic va iniciar la seva popularització a Espanya, al compàs dels canvis socials i l'auge editorial, sumat a la introducció del material clàssic nord-americà en revistes com Yumbo (1934), Aventurero (1935) i La revista de Tim Tyler (1935) de Hispano Americana de Ediciones, Mickey (1935) d'Editorial Molino i Cine Aventuras (1936) d'Editorial Marco. A causa d'aquesta influència, les aventures autòctones s'allarguen i sorgeixen autors de grafisme realista com Francisco Darnís, Salvador Mestres, Riera Rojas i Jaime Tomás García, que s'uneixen als de grafisme caricaturesc, com José Cabrero Arnal o Arturo Moreno. Altres revistes importants, però més minoritàries, són "Pocholo" (1931) i KKO (1932).
Finalment, durant la Guerra Civil Espanyola, es van editar publicacions propagandístiques en ambdós bàndols, com Pelayos (1936), Flecha (1937), Pionero Rojo (1937) o Pionerín (1937), encara que el 1938 deixen d'editar-se les principals revistes barcelonines.

## L'Espanya del còmic (1938-1967)
Durant la postguerra, la "historieta espanyola" es converteix en el mitjà més popular del país, fins al punt que Luis Gasca va arribar a escriure que "el còmic a Espanya aconsegueix els seus anys daurats, del 40 al 50, que ja mai tornarà a conèixer." Era llavors una lectura barata, que fins i tot arribava a llogar-se per deu cèntims als barris, i serien els membres de les classes populars els que es dedicarien professionalment a ella en els següents anys.
No obstant això, el còmic va haver de superar una sèrie de dificultats:
- Des de 1941, només aquelles editorials autoritzades per la Vicesecretaría de Educación Popular de FET y de las JONS, adscrita com Subsecretaria el 1945 al Ministerio de Educación Nacional, podien accedir a les quotes de paper necessàries, donades les mancances econòmiques del país.[15]
- Després de la regulació dels permisos per a publicacions periòdiques el 1951,[16] el franquisme esperava que el còmic (convertit ja en un mitjà de comunicació de masses)[17] actués com a difusora de la seva ideologia, de tal manera que els espanyols de l'època mai van veure Popeye, Flash Gordon o Superman lluitar contra les Potències de l'Eix.[11]
- Amb el Decret del 24 juny 1955 sobre ordenació de la premsa infantil i juvenil es va limitar al 25% la presència de material estranger en els còmics, però va començar també a augmentar en gran manera la censura,[18] la qual va afectar en primer lloc a les sèries còmiques que feien mofa de la institució familiar com el personatge, Doña Tula, suegra de Escobar.[19]
- El 1962 neix la Comisión de Información y Publicaciones Infantiles y Juveniles, el secretari general, el Pare Jesús María Vázquez carrega contra la violència de les sèries d'acció, contribuint a la desaparició dels quaderns d'aventures[20] i prohibint el 1964 les sèries de superherois.[11]
- Finalment, els autors són mers empleats amb contractes sovint leoninos que els obliguen a produir a preu fet[21] i als quals se'ls nega la propietat dels seus personatges.[a]

En general, el desenvolupament del medi en aquesta època té quatre vessants ben diferenciades:

### El còmic d'aventures

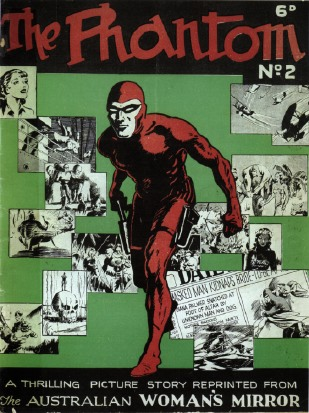
L'Home Emmascarat

Desenvolupat a partir de referents nord-americans (tires de premsa com Flash Gordon, Jorge y Fernando i The Phantom, principalment, així com el cinema clàssic de Hollywood) el seu punt de partida pot trobar-se en revistes com Flechas y Pelayos i sobretot a Chicos (1938), on es donen a conèixer Emilio Freixas i Jesús Blasco amb el seu Cuto.
L'Editorial Valenciana, implanta poc després el quadern d'aventures amb sèries tan populars com  Roberto Alcázar y Pedrín (1940) de Eduardo Vañó, i El Guerrero del Antifaz (1944) del prolífic Manuel Gago, destacant, per la seva factura gràfica, Silac, el Hombre-León (1945), de Enrique Pertegás. El 1947, noves revistes de còmic de Bruguera, com Pulgarcito i El Campeón inclouen també sèries d'aventures, com El Inspector Dan de la Patrulla Volante de Eugenio Giner, Silver Roy de Bosch Penalva i Dr. Niebla de Francisco Hidalgo. Edicions Cliper llança El Coyote, amb guions del mateix Mallorquí, i Ediciones Toray, Hazañas Bélicas (1948) de Boixcar.

#### Dècada de 1950
Ja en la dècada de 1950 aconsegueixen un gran èxit El Cachorro (1951) d'Iranzo; Aventuras del F.B.I. (1951) de Luis Bermejo; Diego Valor (1954) de Enrique Jarbas/Buylla/Bayo, Red Dixon (1954) de Joaquim Berenguer Arts / Juan Martínez Osete, Mendoza Colt (1955) de Miguel González Casquel / Santiago Martín Salvador i sobretot, El Capitán Trueno (1956) de Víctor Mora / Ambrós, que arriba a vendre fins a 350.000 còmics setmanals i provoca, amb el seu èxit, que es desdramatitzin les aventures, guanyant en to festiu. Altres títols destacats d'aquesta dècada són El capitán Pantera (1954) de Carrillo, El mundo futuro (1955) de Boixcar, Hazañas de la juventud audaz (1959) de Matías Alonso i El Jabato, amb guió de Víctor Mora (en aquest cas, amb el pseudònim de R. Martín) i Francisco Darnís al dibuix. Manuel Gago, per la seva part, fundaria el 1951, l'Editorial Maga, donant peu a sèries com Pantera Negra (1956), Apache (1958) i Bengala (1958), totes escrites per Pedro Quesada i dibuixades, respectivament, per José Ortiz, Luis Bermejo i Leopoldo Ortiz.

#### Dècada de 1960
Encara la dècada de 1960 es pot citar Olimán (1961) de José Pérez Fajardo, El teniente negro (1962) de Silver Kane / José Grau o Capitán Martín (1963) de Mallorquí/Zata i El Cosaco Verde, el fill d'un general de cosacs que dedica la seva vida a combatre a pirates i petits tirans, el va publicar l'Editorial Bruguera amb guions de Victor Mora i dibuix de Fernando Costa. Però cap al 1966 s'ensorra definitivament aquest mercat, a causa de l'augment de la censura, els canvis socials i la difusió de noves formes d'oci, com la televisió.

### El còmic humorístic

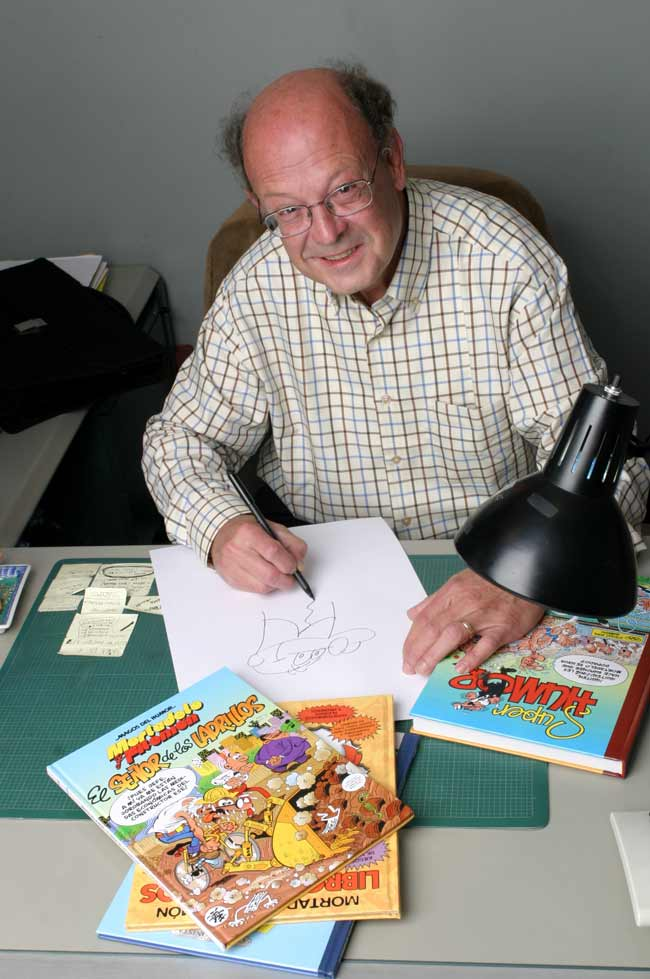
Francisco Ibáñez

Les sèries humorístiques, per contra, són autoconclusives i sempre en format vertical. Al principi, destaquen Las extrañas aventuras de Sherlock López y Watso de Leche (1943) de Gabi i Pepe Carter i Coco de (1942) Àngel Puigmiquel. A poc a poc, van reapareixent altres setmanaris, organitzats al voltant de tres escoles:
- El sempitern TBO (1941) de l'Editorial Buigas, Estivill i Vinya, que, encara que tradicionalment havia optat per evitar els personatges fixos, va popularitzar en aquesta època La família Ulisses de Benejam. Josep Coll i Coll va ser l'altre gran autor d'aquesta publicació.

- Jaimito (1943) i Pumby d'Editorial Valenciana, que acullen el desenvolupament de l'anomenada "Escola Valenciana d'historieta", representada per autors com Karpa, Jesús Liceras, Nin, Palop, Rojas, José Sanchis i Serafín.

- Pulgarcito (1947), El DDT (1951), Tío Vivo (1957) i Din Dan (1965) de l'Editorial Bruguera, en aquestes publicacions es desenvolupa un ampli repertori de personatges, obra d'autors com Peñarroya, Cifré, Jorge, Escobar, Conti, Vázquez, Martz Schmidt, Enrich, Ibáñez, Segura, Nené Estivill o Alfons Figueras. És l'auge de l'anomenada "Escola Bruguera", que reflecteix la realitat del país, "a través d'un filtre esperpèntic".[11]

Al marge de les tres escoles anteriors, poden citar-se altres revistes:
- Hipo, Monito i Fifí (1948) i La Risa (1951), de l'Editorial Marco, i amb Emili Boix com a autor més destacat.
- Nicolás (1948), Topolino (1950) i Yumbo (1952), d'Ediciones Cliper.
- Cavall Fort (1961), la primera en llengua catalana des del 1938, i que compta amb autors com Josep Maria Madorell.

### El còmic femení
El 1941, Consuelo Gil impulsa el còmic femení amb Mis Chicas, on Pilar Blasco va crear una autèntica escola estilística. El més popular de tots aquests còmics de fades va ser el quadern Azucena (1946-1971) d'Ediciones Toray, mentre que Ediciones Cliper es dirigia a la nova classe ascendent amb Florita (1949).
A finals de la dècada de 1950, va tenir lloc un boom del còmic femení, quan noves revistes van començar a presentar historietes il·lustrades sentimentals més contemporànies, que en moltes ocasions buscaven sinergies amb els èxits cinematogràfics i musicals del moment: Rosas Blancas i Sissi el 1958 i Claro de Luna el 1959. Es van imposar nous autors com Maria Pascual i Gómez Esteban.
A partir del 1960, Ibero Mundial va llançar sèries sobre professionals femenines com Mary Notícias de Carme Barbarà i es va produir un auge de la novel·la gràfica, poc abans que el sector entrés en decadència cap al 1964, incapaç d'adaptar-se als nous canvis socioeconòmics i de competir amb la Fotonovel·la, la televisió i la premsa del cor.

### El mercat exterior (1954-1967)
Seguin el camí de José Cabrero Arnal i Gabi, multitud d'autors de còmic opten a partir de 1954 per marxar a l'estranger a la recerca de millors oportunitats laborals, preferentment a França, com Florenci Clavé, Antonio Parras, Julio Ribera i Manfred Sommer, i Hispanoamèrica, com Alfons Figueras i Àngel Puigmiquel.
Amb el temps es crearan fins i tot agències per proporcionar encàrrecs sindicats als dibuixants espanyols i catalans per distribuir-los a l'estranger. Les més importants seran:
- Creaciones Editoriales, que pertanyia a Bruguera i per a la qual treballaven José Bielsa, Bosch Penalva, Juliana Buch, Purita Campos, Comos, Angeles Feliços, Just Jimeno, Raf[33] o Trini Tinturé.
- Selecciones Ilustradas, fundada per Josep Toutain i Antonio Ayné el 1956. Als anys cinquanta i seixanta produeix generalment Còmic de l'oest, Còmic Romàntic. o còmic bèl·lic per a revistes angleses, mentre que als anys 70 l'exportació es dirigirà als Estats Units, concretament a les revistes de terror Creepy, Eerie i Vampirella de Jim Warren. És el cas de Cessar Alvárez Cañete, Josep Maria Beà, Jaime Brocal Remohí, Fernando Fernández, Alfonso Font, Miguel Fuster, Luis García, Carlos Giménez, José González, Esteban Maroto, Mascaro o Enric Sió, i Àngel Nadal.
- Bardon Art: fundada per Jordi Macabich i Barry Coker el 1957.

Un altre estudi important és el de Jesús Blasco i els seus germans, responsables de sèries com Zarpa de Acero (1962).
També publiquen per a l'estranger Juan Arranz o Tomás Marco Nadal. Alguns realitzaran sèries per a diaris anglosaxons, com Enric Badia Romero (Modesty Blaise ), Jordi Longarón (Friday Foster), José Ortiz i Luis Roca (Scarth), o per al mercat francès, com Víctor de la Fuente o Fuentes Man (Klip et Klop).

Tots aquests dibuixants van gaudir d'una millora substancial de les seves condicions laborals, amb uns ingressos molt superiors als del mercat autòcton (de 25 pessetes per vinyeta a França i 125 a Gran Bretanya). Al principi, aquests treballs eren realitzats pels dibuixants sobre uns guions de ferro, i sense dret a acreditació de l'autoria ni a la devolució dels originals, situació que canviaria a partir de la dècada de 1970 amb la reivindicació del còmic d'autor. Per la seva banda, Jesús Cuadrado afirma que:
| « | Més del cinquanta per cent de l'obra dels nostres autors per al mercat d'agències van ser adaptacions, o recreacions, o extensions. I no eren menyspreables en bloc; depèn de la signatura: de la seva honestedat o de les seves ganes d'enganyar | » |

## Boom del còmic per a adults (1967-1986)

### Ascens (1967-1976)
A mitjans dels anys seixanta, l'anomenada Novel·la gràfica amb un format vertical i amb més pàgines que el quadern d'aventures, domina el mercat espanyol amb títols tan duradors com Hazañas Bélicas i Brigada Secreta (1962) d'Ediciones Toray o "Celia" d'Editorial Bruguera. El 19 gener de 1967 es va promulgar el Estatuto de Publicaciones Infantiles y Juveniles, pel qual els còmics van començar a classificar-se segons l'edat dels seus destinataris ("joves", "adults", "tots els públics").
Al sector juvenil, es van publicar sèries de Miguel Calatayud, Carlos Giménez, Esteban Maroto, Antonio Hernández Palacios o Ventura y Nieto a Delta 99 (1968) o "Trinca" (1970) i es va difondre el còmic francobelga, de superherois i Disney a través de "Gaceta Júnior"(1968), "Strong" (1969), "Don Miki" (1976), "Pif" (1978) i Ediciones Junior i Editorial Vértice (sent molt recordades les il·lustracions de portada de superherois de Rafael López Espí). L'Editorial Bruguera és qui domina aquest mercat, amb "Mortadelo" (1970) i "Zipi i Zape" (1972), contractant a Fresno's, Jan, Joan March, Nicolás, Jaume Ribera o Jaume Rovira, i optant per un humor menys testimonial i més absurd a Sir Tim O'Theo (1970) o Superlópez (1975) i a la renovada Mortadelo i Filemón (1969).
Els lectors més adults sucumbeixen a la moda del terror ("Dossier Negro", 1968; "Drácula" i "Vampus" de 1971, "Pànico", 1972; "Rufus", 1973; "Vampirella", 1974, o "SOS", 1975) i la premsa satírica ("Barrabás", 1972; "El Papus", 1973) i còmic underground (El Rrollo enmascarado, 1973; Star, 1974).
Mentrestant es va anar generant, un corrent reivindicatiu, un replantejament cultural que, en paraules de Javier Coma, va ser previ a l'artístic" i que es manifesta amb l'aparició de:
- Llibres: "Tebeo y cultura de masas" (1966); "Apuntes para una historia de los tebeos: 1833-1963" (1967-68), "Los comics. Arte para el consumo y formas pop" i "El apasionante mundo del tebeo", ambdós de 1968; "Dibujando historietas", "Los Héroes de Papel" i "Los Comics en España", tots de 1969.[36]
- Fanzines: Cuto (1967), Bang! (1968), Comics Camp, Comics In (1972), El Wendigo (1974)
- Articles sobre còmics a la premsa generalista: ABC, Destino, El Alcázar, Fotogramas, Imagen y sonido, Informaciones, Madrid, Mundo Joven, Nuevo Diario, Pueblo, Triunfo, etc.[39]
- En els mateixos còmics, seccions de cartes dels lectors i divulgatives: "El Mundo de la Historieta" (El DDT, 1968), "El Museo de la Historieta" (Gran Pulgarcito, 1969), Magos de la Historieta (Gaceta Junior, 1969), Tebeoteca y Héroes Menores (Trinca, 1973).[40]
- Clubs d'aficionats al mitjà: Club Amigos de la Historieta.
- Els primers moviments associatius: "Primera reunión nacional de dibujantes de historietas" (Sitges, 1969), Club DHIN (Barcelona, 1972).
- El Saló Internacional del Còmic del Principat d'Astúries (1972).

Les grans editorials, a més, van començar a contractar dibuixants que havien optat per treballar per al mercat exterior i a publicar números retrospectius i col·leccions de compilacions, com la Col·lecció Olé (1971). Altres editorials més petites, com Buru Lan o Grafimart també es dediquen a recuperar la història del mitjà, fins i tot amb revistes com El Globus (1973) o Chito (1974).

### Boom del còmic adult (1977-1982)

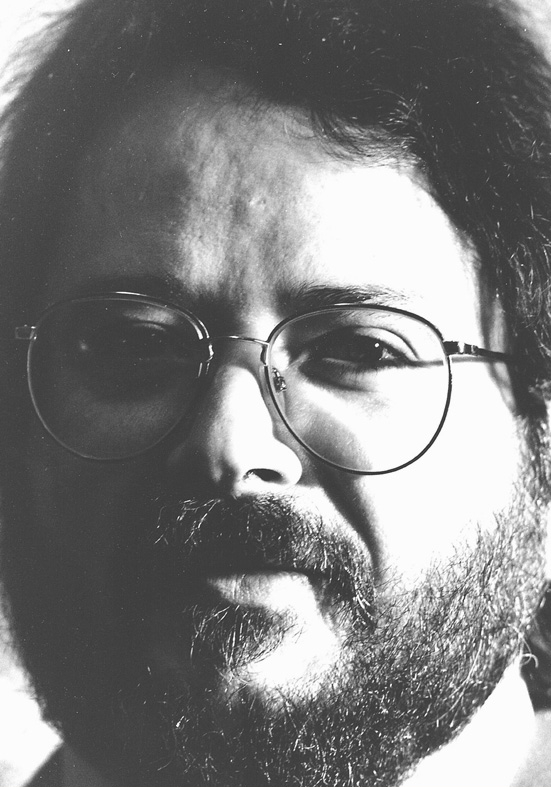
Retrat de Antonio Segura.

El moment de màxima esplendor del còmic per a adults (l'anomenat "boom del còmic adult") tindrà lloc després de la mort de Franco, gràcies a la tasca d'editors com Roberto Rocca, Josep Maria Berenguer, Luis García, Rafa Martínez, Joan Navarro i sobretot Josep Toutain, responsables d'un autèntic allau de revistes, sempre mensuals o bimensuals: Totem, Blue Jeans, El Jueves i Trocha, totes de 1977; bumerang i 1984, ambdues de 1978; Creepy i El Víbora, el 1979; Comix internacional, Delta i Bésame Mucho el 1980; Cairo, Cimoc, Sargento Kirk, Metal Hurlant i Rambla, totes de 1981, i Makoki o Vertigo, el 1982. També cal destacar la tasca d'editorials com De la Torre i Ikusager, les quals varen desenvolupar el mercat del àlbum.
Les revistes de contingut satíric, en què van destacar autors com Ivà, Ja, José Luis Martín o OPS, es van arriscar a represàlies com l'atemptat que el 20 de setembre de 1977 va patir la redacció de El Papus. Altres conreaven el còmic de ciència-ficció i el còmic de fantasia, en moltes ocasions amb un erotisme exacerbat, i es van dedicar primerament a donar a conèixer el còmic enfocat a un public més adult, editat a l'estranger, inclòs el d'autors espanyols, com 5 x infinito (1967), Mara (1971), Las crónicas del Sin Nombre (1973) o Hom (1975), que encara no havia estat editat al país. Finalment, també van proliferar els còmics estrictament eròtics, generalment de pèssima qualitat, encara que pugui citar-se alguna excepció com "Muerde" (1976).
Aviat es produirà la distinció entre una "línia xunga" representada per El Víbora i Makoki, i la "línia clara" de Cairo, i el còmic d'esperit postmodern de Madriz, subvencionat per l'Ajuntament de Madrid. Això va donar peu a agres polèmiques reflectides en manifestos com "ante un conato de degradación del significado cultural del cómic" (1983) i "Manifiesto contra la exposición Tintín i Hergé" (1984), dirigida contra l'exposició "Tintín a Barcelona" que tindria lloc a la Fundació Joan Miró.
Sorgeixen, en aquest clima, nous dibuixants com Mique Beltrán, Ceesepe, Guillem Cifré, Gallardo, Pere Joan, Mariscal, Max, Micharmut, Nazario, Roger, Scaramuix, Sento o Daniel Torres. Aprofitant la conjuntura favorable, també s'establiren al país els argentins Horacio Altuna i Juan Giménez. En general, els dibuixants del període van quedar subjugats pel concepte de còmic d'autor, llançant-se a escriure els seus propis guions, encara que no deixava de destacar la necessitat de més " guionistes capaços " com ara Hernández Cava o Andreu Martin. Aquesta varietat d'autors i tendències produirà sèries tan conegudes i diferents com Paracuellos (1976); Makoki i ¡Dios mío!, ambdues del 1977; Makinavaja, Anarcoma i Grouñidos en el desierto, de 1979; Zora y los hibernautas i Historias de taberna galáctica (1980); El Mercenario, Nova-2, Bogey, Frank Cappa i Torpedo 1936 (1981), Cleopatra, Maese Espasa i Taxista el 1982; Peter Pank i Roco Vargas el 1983; Home (1984) i Dieter Lumpen (1985).
Tot i que a Espanya hi ha hagut còmics fets per i per a dones, sovint estaven encasellats en el discurs associat a personatges femenins distorsionats per la visió masculina i destinats al còmic per a nenes, en la dècada de 1970 comencen a aparèixer còmics fets per dones creats amb total llibertat que escapaven, amb alguns casos esporàdics com Núria Pompeia, Marika Vila, Montse Clavé o Mabel Soria.
És també notable la creació del Saló del Còmic de Barcelona (1980) i l'edició el 1982 d'una Historia de los Comics en fascicles per a quioscs, que va comptar amb la col·laboració de nombrosos teòrics del medi espanyols i estrangers.

### Declivi (1983-1986)
Bruguera va ser la primera de les grans editorials a entrar en crisi, fins al punt que alguns dels seus autors es van sumar la revista Jauja, ja el 1982. Això no li va impedir superar, però, a revistes còmiques com Spirou Ardilla (1979) i Fuera Borda (1984), adquirir el TBO el 1983 i donar llum verda a Esther (1981), Superlópez (1985) i Más madera! (1986). A la llarga, el lector juvenil va semblar preferir als superherois nord-americans, que des de 1982 van editar, en dura competència, Ediciones Zinco i Comics Forum.

La saturació del mercat ja es va fer evident el 1983, amb les revistes d'Edicions Metropol (Metropol, Mocambo i KO Cómics), aviat agreujada per una recessió econòmica internacional que encareix el preu del paper i l'auge de nous mitjans d'entreteniment, com els videojocs. També s'atribueix aquesta crisi a la "manca de planificació, inexistència de professionalitat en els editors, i excessiu triomfalisme de tots (inclosos els críticss mercenaris i els altres)".
| « | Cal no oblidar la cicatriu del control censor i polític en els anys de la dictadura (que ha condicionat, el admetem o no, la mentalitat d'altres editors), el menyspreu general dels mitjans d'informació d'aleshores i d'ara; (...) l'explotació empresarial sobre els drets d'autor, la manca de consciència de molts dels seus companys (actuals i precedents) sobre la responsabilitat que tot artista té com a portaveu (encara que la seva veu sigui lúdica), la crisi general del sector que ha optat (amb covardia) pel camí de la importació clamorosament inútil, però rendible, i, finalment, el desert estètic en tots els ordres de la convivència cultural. | » |

En aquests anys d'aparent bonança, editors i autors havien perdut una oportunitat daurada d'interessar de veritat al públic lector en general i així, malgrat la proliferació del còmic subvencionat a partir de 1984 amb Madriz on van destacar Federico del Barrio o Ana Juan, la majoria de les revistes de còmic adult aniran tancant, Cairo i Creepy en la seva primera etapa (1985), El Papus (1987) o Dossier Negro (1988), a més de l'Editorial Bruguera (1986). Mentrestant, el 1985, s'havia publicat el primer manga: Candy Candy.

## La travessia del desert (1987-1997)

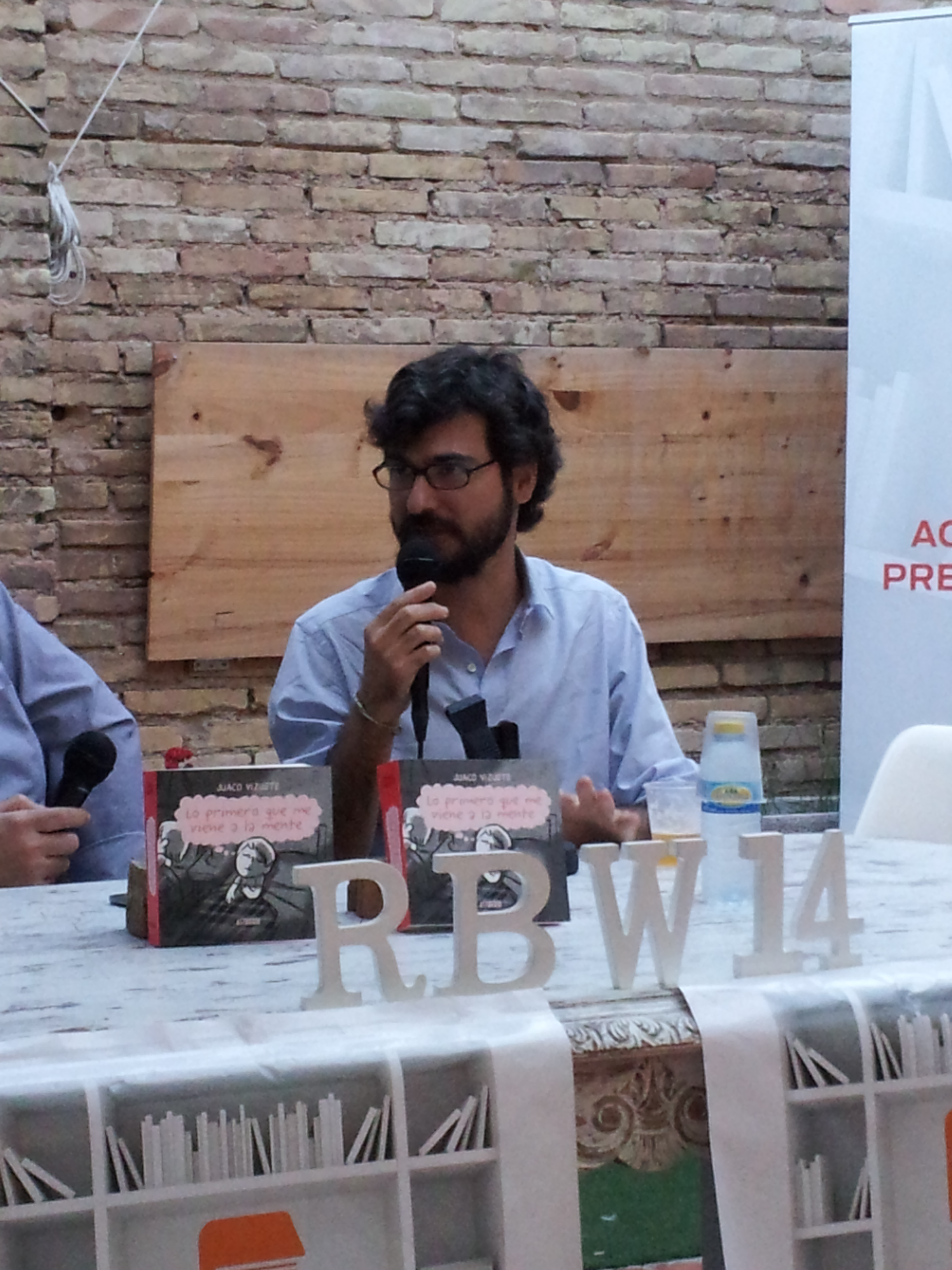
El valencià Juaco Vizuete, a la Russafa book weekend (2014).

Després de la desaparició de Bruguera, diverses editorials van pugnar per a aconseguir el seu mercat: Companyia General d'Edicions amb "Bichos" i "Garibolo" i Editorial Grijalbo amb "Guai! "i" Yo y Yo ". Cap d'elles ni tampoc els «Mortadelo» i el «TBO» d'Ediciones B van poder mantenir la seva veta, quan també Don Miki va desaparèixer el 1989. El mateix destí nefast van patir els últims còmics per a noies ("Pecos", 1986). En el procés es van donar a conèixer autors com Casany, Cera, Maikel, Marco, Miguel, Paco Nájera o Ramis i personatges d'èxit com Goomer, Mot i Pafman.
Entre les revistes per a adults, la situació no va ser molt millor, tancant "Cairo" (1991), "Creepy" (1992), "Zona 84" (1992) i "Cimoc" (1995) i llançant-se altres de breu vida, com "Gran Aventurero" (1989), "Puta Mili" (1992),"Viñetas" (1993), "Co & Co" (1993) o "Top Comics" (1993). Mentre van durar, van permetre que Pep Brocal, Fernando de Felipe, Corominas, Keko, Jaime Martín, Miguel Ángel Martín, Bartolomé Seguí o Sequeiros iniciessin les seves carreres, algunes d'elles avortades. Semblants dificultats van trobar els autors que, poc abans de la crisi, es van donar a conèixer mitjançant fanzines: Josep Maria Beroy, Ricard Castells, Pere Espinosa Sáenz, Das Pastoras, Pasqual Ferry, Toni Garcés, Rafa Negrete, Miguelanxo Prado o Mike Ratera.
Sí que es va produir una expansió dels superherois i del manga d'importació, amb el que les influències es van internacionalitzar, a més d'editar material franc-belga per part d'Editorial Norma i capçaleres directament pornogràfiques com "Kiss Comix" i "Penthouse Comix", el públic més jove començava a ser captat pel manga i perdia interès per l'underground. Es van estendre també les llibreries especialitzades i les revistes d'informació (Dentro de la viñeta, La Guia del Còmic, Krazy Comics, Nemo, Urich, Volumen uno). Van sorgir fanzines (Amaníaco, el batraci Groc, La Comictiva, Cretino, Kovalski Fly, Kristal, Paté de Marrano, Nosotros somos los muertos, TMEO) i petites editorials (Dude Comics, MegaMultimedia, Under Còmic, 7 Monos). L'editorial Camaleón Ediciones va plantejar, per exemple, una proposta d'edició independent que, gairebé sense generar benefici econòmic, va donar sortida a un bon elenc de nous historietistes, a través de còmics com Mondo Lirondo i Tess Tinieblas. Tot i que l'editorial va acabar tancant el 1998, altres editorials, petites i no tant (com Planeta DeAgostini amb el seu Linea Laberinto) van seguir el seu exemple apostant per nous talents. Amb aquestes publicacions, es va tornar "una mica més fàcil publicar, però segueix sent igual de difícil cobrar per això". Moltes d'aquestes historietes van ser de caràcter paròdic i referencial, com Fanhunter de Cels Piñol o Dragon Fall de Nacho Fernández / Álvaro López i realitzades a l'estil nord-americà o japonès (Iberia Inc de Rafael Marín / Rafa Fonteriz, El Resentido de Juaco Vizuete, Sueños de Rafael Sousa/Javier Sánchez, etc.).
Dels veterans, només Alfonso Azpiri, Jordi Bernet, Carlos Giménez, Francisco Ibáñez, Jan o Max, van poder permetre el luxe de dedicar els seus majors esforços a la historieta, ampliant el nombre dels que treballaven per a l'estranger: Joan Boix Solà-Segalés, Ignasi Calvet Esteban, Pasqual Ferry, Salvador Larroca, Esteban Maroto, Ana Miralles, Josep Nebot, Carlos Pacheco, Rubén Pellejero o Jorge David Redó. Molts més es van decantar per la pintura i la il·lustració, menys esgotadores i millor pagades.
Cal esmentar, finalment, la creació de dos importants esdeveniments: El Saló de Granada (1994) i les Jornades d'Avilés (1996).

## L'assimilació (1998-present)

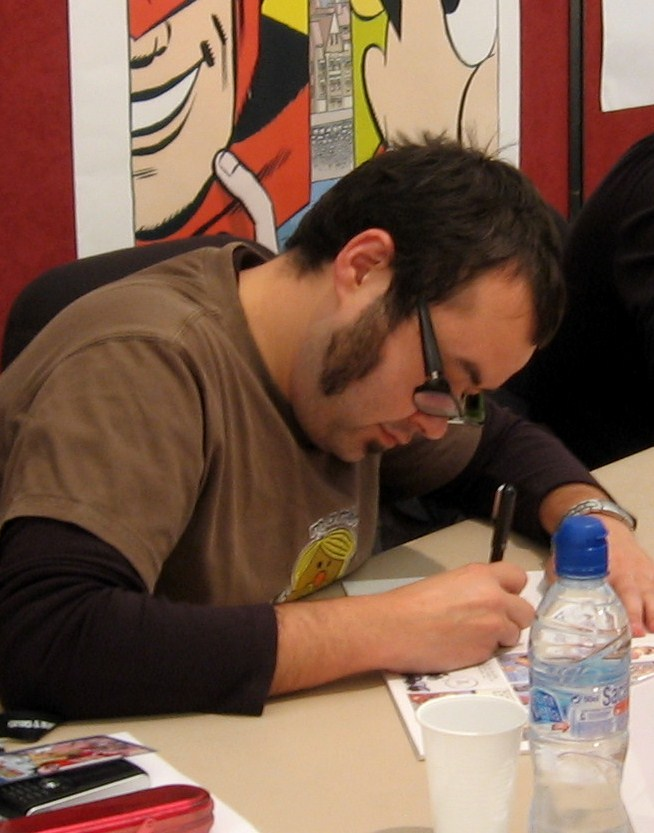
Albert Monteys, dibuixant d'El Jueves.

El 1998, es van crear dos esdeveniments més: Expocómic i Viñetas desde o Atlántico. També van començar a sorgir editorials independents més estables, com Edicions de Ponent (1998), Ediciones Sinsentido (1998), Astiberri (2001), Dolmen (2001), Dibbuks (2005) i Diàbolo Edicions (2006), que se centren en la producció d'àlbums i novel·les gràfiques. Revistes com BD Banda, Cthulhu o El Manglar es van sumar a les ja establertes Amaníaco, El Jueves o TMEO (El Víbora va desaparèixer el 2005).
Per la seva banda, les noves revistes infantils, com "¡Dibucómics!" (2001) o "Mister K" (2004) no van prosperar, tancant també el suplement "Petit País" el 2009. Sobreviu només ¡Dibus! i aquelles que compten amb subvenció per a la seva edició en català com "Cavall Fort", "Camacuc", "Esquitx" i "Tretzevents", de tal manera que la recuperació del sector juvenil, "desatès en el seu moment", es va convertir en un problema.
A poc a poc, i després de l'èxit del portal Dreamers (1996) de Nacho Carmona, les antigues revistes d'informació en paper són substituïdes per publicacions electròniques, com guiadelcomic.com (2000) de José A. Serrano i les col·lectives Zona Negativa (1999), Entrecomics (2006) i tebeosfera.com (2008), així com per multitud de blocs, entre els quals destaquen lacarceldepapel.com (2003) de Álvaro Pons (Tancada el 27 de desembre de 2012) i santiagogarciablog.blogspot.com (2009) de Santiago García.
El 2007 es va crear un Premi Nacional del Còmic, que constitueix un gran estímul per al sector.
Els nous autors espanyols, molts d'ells dones, no parteixen només de la tradició nacional sinó que uneixen influències nord-americans, japoneses i franco-belgues. La renovació va arribar a la revista "El Jueves" de la mà de Manel Fontdevila i Albert Monteys, qui van donar pas a Darío Adanti, Mauro Entrialgo o Paco Alcázar. Es posen també de moda les còmics de tall intimista, com les de Juan Berrio, Nacho Casanova, Calo, Sonia Pulido, Javier Rodríguez i Fermín Solís, encara que algunes s'inscriguin en el fantàstic (Quim Bou, Juan Luis Landa, Víctor Santos, Santiago Valenzuela), o siguin tan variades com inclassificables (Luis Durán, Studio Kôsen, Àlex Fito, Javier de Isusi, Man, Hernán Migoya, Paco Roca, David Rubín).
Molts autors catalans i espanyols treballen, però, per a altres mercats:
- Nord-americana: Daniel Acuña, David Aja, Ramón F. Bachs, David López López, Emma Rius, Juan José RyP, El Torres, etc.
- Francès: Sergio Bleda, Juan Díaz Canales i Juanjo Guarnido (Blacksad), Tirso Cons, Esdres Cristóbal, Enrique Fernández, José Fonollosa, Sergio García, Mateo Guerrero, Raule i Roger Ibáñez (Jazz Maynard), José Luis Munuera, Rubén del Rincón, José Robledo i Marcial Toledano (Ken Games), Kenny Ruiz, Alfonso Zapico, etc.

Finalment, cal destacar webcomics com Ei, tio!, El jove Lovecraft i El Listo.

## Crisi
La crisi financera espanyola que va començar en 2008 va provocar una gran caiguda de vendes i producció en el sector que es va allargar fins al 2011, que va subsistir gràcies al manga i el còmic underground i d'autor.

## Dècada de 2020
Quatre de cada cinc lectors de còmic són homes menors de 30 anys, i les dones que llegeixen còmics ho fan sobre tot de manga, Els títols de còmics publicats a l'estat espanyol han anat creixent de manera continuada passant de 2.471 títols en 2012 a 4.563 en 2022 però progressivament la producció pròpia han anat perdent pes a la indústria a favor dels protagonistes de les grans franquícies del cinema i en 2022 el 86% dels títols publicats eren traduccions d'altres llengües, dels que només un 10% de les novetats estaven produïdes a l'estat espanyol en 2022, dels quals per cada quatre autors masculins hi ha una autora femenina, per un 14% en 2021 i el doble una dècada abans, en un mercat a l'alça afavorit per les plataformes de continguts audiovisuals en streaming que han propiciat un augment de la curiositat del lector, però les vendes el 2021 encara no arribaven a les xifres anteriors a la pandèmia, quan per causa dels confinaments i les restriccions de mobilitat moltes botigues van tancar mentre que altres van resistir amb la venda en línia. Amb 556 editorials que publiquen còmics en 2022, uns 150 son autoeditors o editores no professionals i el segell més productiu és Panini.
Les principals tendències del còmic espanyol de producció pròpia son la memòria històrica, amb els treballs de Lena Tahmassian, Fernando Simón Abad, Diego Batista, David F. Richter, Miguel Francisco Moreno, Paco Roca, Antonio Altarriba, Carlos Hernández, Enrique Bonet i Carles Esquembre, les qüestions identitàries interracials, de gènere, immigració i violència amb autors com Hernán Migoya, Joan Marín, Adrián Collado, Michelle Murray, Quan Zhou Wu, Fermín Muguruza, Harkaitz Cano, Jorge Alderete, Rayco Pulido, Agustina Guerrero, Cristina Quiles, Esther Gili i Cristina Torrón, i manifestacions culturals amb treballs com els d'Alberto López Martín, Santiago García, Luis Bustos, Maria DiFrancesco, El Torres, Jesús Alonso i Xavier Dapena.
L'oferta de còmic en català és testimonial, al voltant d'un 1% de l'oferta de còmic, i la demanda és d'àlbum franco-belga i novel·la gràfica. Les editorials Joventut i Salvat continuen reeditant els àlbums de Tintín d'Hergé, i Astèrix d'Uderzo i Goscinny, respectivament, Editorial Planeta edita manga, i Norma Editorial, Editorial Base, Astiberri (que també edita en euskera i gallec) i editorials petites com Edicions de Ponent publiquen novel·la gràfica. Les grans editorials de còmics de superherois no editen en català. A principis de la dècada del 2020 va començar a normalitzar la presència del novel·la gràfica en català augmentant la oferta per crear un mercat que no existia, amb la col·lecció Doble Tinta de Pagès Editors que arrenca amb el compromís de publicar dos títols anuals, l'Editorial Finestres que vol publicar una desena de títols anuals tant traduccions d'obra contemporànies com clàssics encara sense traduir, i l'editorial Comanegra amb sis títols anuals, mentre que Extinció Edicions edita la resvista Forn de Calç, Premi al millor còmic alternatiu del Festival del Còmic d'Angulema. En 2022 es va viure un gran increment de títols de manga publicats en català amb la línia Kaji Manga del Grup Enciclopèdia, i nombrosos títols publicats per Norma Editorial, Ooso Comics i Grup Planeta.